# Guadalete
Il Guadalete è un fiume della Spagna sudoccidentale, quasi interamente compreso nella provincia di Cadice, ad eccezione di alcuni tratti nelle province di Malaga e Siviglia. Nasce nel parco naturale della Sierra de Grazalema ad un'altitudine di circa 1000 m, e sfocia dopo 172 km nel golfo di Cadice a El Puerto de Santa María, a nord della città di Cadice.
Il nome del fiume sembra derivare dal fiume Lete della mitologia greca e dalla parola araba wadi (fiume).
Nel 711 è stata combattuta nei pressi del fiume una battaglia nota come battaglia del Guadalete.
Attraversa il territorio dei comuni di Grazalema, Ronda, El Gastor, Zahara, Algodonales, Puerto Serrano, Montellano, El Coronil, Villamartín, Bornos, Arcos de la Frontera, Jerez de la Frontera ed El Puerto de Santa María, tutti appartenenti alla provincia di Cadice ad eccezione di Ronda, compreso nella provincia di Malaga e Montellano ed El Coronil, compresi nella provincia di Siviglia.

## Schema del corso
| Sponda sinistra          | Sponda sinistra          | Sponda sinistra          | sponda destra        | sponda destra        | sponda destra |
| Affluenti                | Div. amm.                | Comuni                   | Comuni               | Div. amm.            | Affluenti     |
| ------------------------ | ------------------------ | ------------------------ | -------------------- | -------------------- | ------------- |
|                          | Cadice                   | Grazalema                | Grazalema            | Cadice               |               |
| Grazalema                | Cadice                   | Ronda                    | Malaga               |                      |               |
| El Gastor                | El Gastor                | Cadice                   |                      |                      |               |
| Zahara                   | Cadice                   | Cadice                   | El Gastor            |                      |               |
| Zahara                   | Cadice                   | Cadice                   | Algodonales          |                      |               |
| Algodonales              | Cadice                   | Cadice                   |                      |                      |               |
| Puerto Serrano           | Puerto Serrano           | Cadice                   | Guadalporcún         |                      |               |
| Puerto Serrano           | Cadice                   | Montellano               | Siviglia             |                      |               |
| Siviglia                 | El Coronil               | El Coronil               | Siviglia             |                      |               |
| Cadice                   | Villamartín              | Villamartín              | Cadice               |                      |               |
| Cadice                   | Villamartín              | Bornos                   | Cadice               |                      |               |
| Cadice                   | Piloncillo               | Bornos                   | Cadice               | Arcos de la Frontera |               |
| Cadice                   | Majaceite                | Arcos de la Frontera     | Arcos de la Frontera |                      |               |
| Cadice                   |                          | Jerez de la Frontera     | Cadice               | Arcos de la Frontera |               |
| Cadice                   | Jerez de la Frontera     | Jerez de la Frontera     | Cadice               | Arroyo Salado        |               |
| Cadice                   | Jerez de la Frontera     | El Puerto de Santa María | Cadice               |                      |               |
| Cadice                   | El Puerto de Santa María |                          | Cadice               |                      |               |
| Foce nel Golfo di Cadice |                          |                          |                      |                      |               |